# La Rose blanche (film, 1941)
Pour plus de détails, voir Fiche technique et Distribution.
Pour les articles homonymes, voir Rose blanche.
La Rose blanche (titre original : The Men in Her Life) est un film américain réalisé par Gregory Ratoff, sorti en 1941.

## Synopsis
Au XIXe siècle, une artiste de cirque devient célèbre danseuse mais a du mal à concilier ses aspirations romantiques et familiales avec sa carrière professionnelle.

## Fiche technique
- Titre original: The Men in Her Life
- Réalisation : Gregory Ratoff
- Scénario : Frederick Kohner, Michael Wilson et Paul Trivers d'après un roman d'Eleanor Smith
- Son : John Livadary
- Musique : David Raksin
- Durée : 89 min.
- Date de sortie : 30 octobre 1941 (États-Unis), 1er janvier 1947 (France)

## Distribution
- Loretta Young : Lina Varsavina
- Conrad Veidt : Stanislas Rosing
- Dean Jagger : David Gibson
- Eugenie Leontovich : Marie
- Shepperd Strudwick : Roger Chevis
- Otto Kruger : Victor
- Paul Baratoff : Manilov
- Ann E. Todd : Rose
- Billy Ray : Nurdo
- Ludmila Toretzka : Mme. Olenkova
- Tommy Ladd : Partenaire de Lina

## Distinctions
Le film a été nommé aux Oscars du cinéma dans la catégorie Oscar du meilleur mixage de son.